# Josef Každý
Josef Každý (10. března 1723 Beroun – 24. března 1798, Beroun) byl český katolický kněz, první historik města Berouna.

## Život

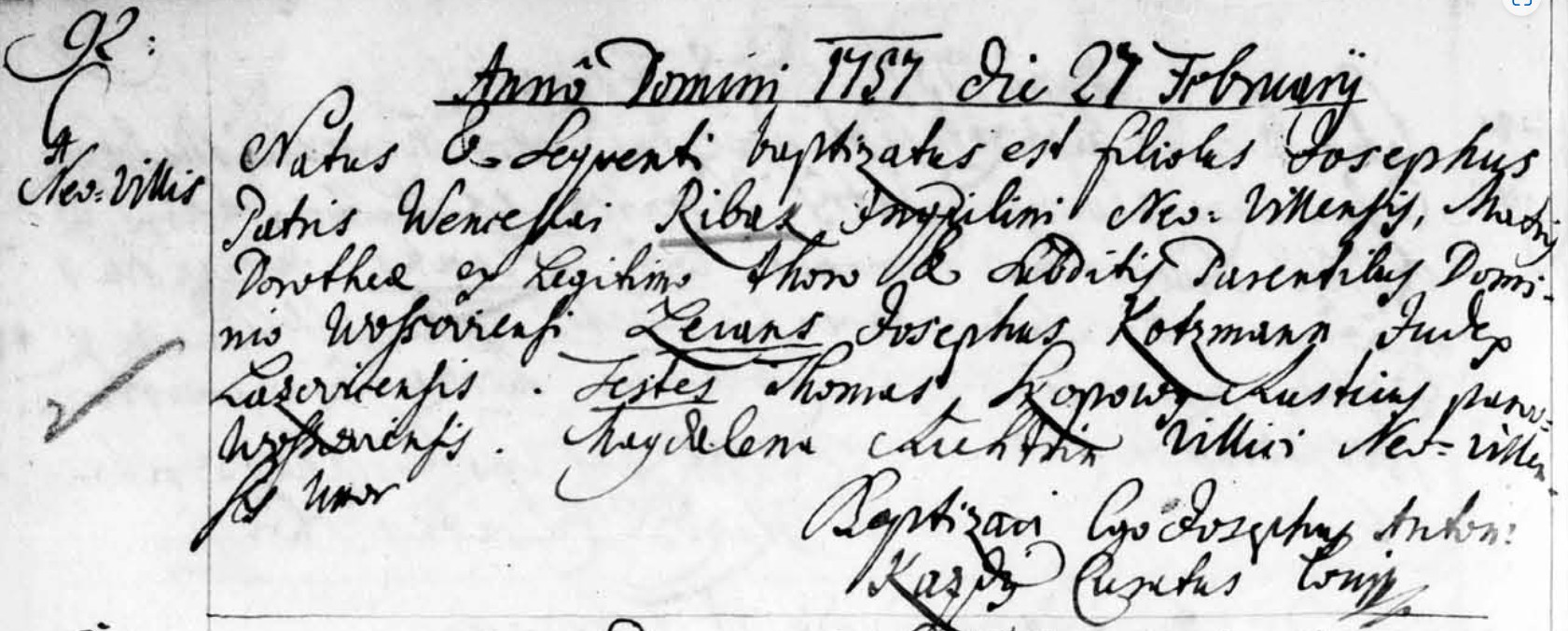
Podpis a matriční záznam psaný rukou Josefa Každého (Osov, 1757)

Narodil se v rodině berounského kožešníka a obecního staršího Adama Každého a jeho manželky Anny. Pokřtěn byl Josef Antonín.
Základní vzdělání (čtení, psaní, základy zpěvu) získal v Berouně, to mu umožnilo, aby byl přijat jako vokalista k pražskému kostelu svatého Vojtěcha. Na Karlo–Ferdinandově univerzitě vystudoval filozofii a teologii; v roce 1744 se stal bakalářem, později magistrem. Na kněze byl vysvěcen 21. prosince 1748.
Po vysvěcení působil v Praze i na venkovských farách, až se v roce 1750 stal kaplanem a v roce 1752 farářem v Osově. V roce 1767 se stal děkanem v Berouně.

## Dílo
Z historických rukopisů Josefa Každého se v čistopise zachovala pouze pamětní kniha osovského kostela. Žádná z prací nebyla vydána tiskem, čerpal z nich však Josef Antonín Seydl v knize Kronika královského města Berouna (1828, reprint 2003) a Josef Vávra v díle Paměti královského města Berouna.

### Historická díla
Zájem o historii projevil už během působení v Osově. V roce 1756 založil pamětní knihu kostela v Osově (dobově psán též Vosov), což je čtvrtá nejstarší pamětní kniho tohoto druhu v berounském okrese. Na rozdíl od starších děl, která byla poněkud chaoticky uspořádána, postupoval systematicky členěním knihy do oddílů. V nich postupně popisoval dějiny kostela, dále popsal kostel a jeho výzdobu. V dalším dílu se věnoval seznamu osob pohřbených v kryptě kostela a dějinám původního kostela ve Skřipeli (zbořen 1768, zvony a křtitelnice přeneseny roku 1738 do nového kostela v Osově).
Dílo Liber memorabilium Berounae čili dějiny děkanství, děkanského kostela i města se týkající psal Josef Každý česky a latinsky.

### Jiné
Josef Každý byl aktivní při přípravě příchodu piaristů do Berouna. Využil při tom též osobní známosti s rektorem pražské piaristické koleje Gelasiem Dobnerem, který Beroun za tím účelem navštívil 23. února 1772, na pozvání Každého. Výsledkem těchto aktivit bylo, že piaristický řád byl do Berouna slavnostně uveden 8. listopadu 1773 a v piaristické škole, která měl zpočátku 101 žáků, se začalo vyučovat následující den. Na piaristy myslel i ve své závěti z roku 1797.

## Zajímavost
Své znepokojení z událostí roku 1789, ve kterém započala Velká francouzská revoluce, vyjádřil Josef Každý latinským zápisem v matriční knize, který v českém překladu zní:
| „                                    | Spasiteli svatý, budiž milostiv nám, vyprosť nás ze zmatků přítomného roku a pomoz nám. | “ |
| — Josef Každý (zápis v matrice 1789) |                                                                                         |   |